# بيلا بالانكا
بيلا بالانكا (Бела Паланка) هي مدينة في بايروت في مقاطعة وسط صربيا في صربيا.
يبلغ عدد سكانها حوالي 8772 نسمة.

## المناخ
يظهر الجدول التالي التغييرات المناخية على مدار السنة لبيلا بالانكا:
| البيانات المناخية لـبيلا بالانكا  | البيانات المناخية لـبيلا بالانكا | البيانات المناخية لـبيلا بالانكا | البيانات المناخية لـبيلا بالانكا | البيانات المناخية لـبيلا بالانكا | البيانات المناخية لـبيلا بالانكا | البيانات المناخية لـبيلا بالانكا | البيانات المناخية لـبيلا بالانكا | البيانات المناخية لـبيلا بالانكا | البيانات المناخية لـبيلا بالانكا | البيانات المناخية لـبيلا بالانكا | البيانات المناخية لـبيلا بالانكا | البيانات المناخية لـبيلا بالانكا | البيانات المناخية لـبيلا بالانكا |
| الشهر                             | يناير                            | فبراير                           | مارس                             | أبريل                            | مايو                             | يونيو                            | يوليو                            | أغسطس                            | سبتمبر                           | أكتوبر                           | نوفمبر                           | ديسمبر                           | المعدل السنوي                    |
| --------------------------------- | -------------------------------- | -------------------------------- | -------------------------------- | -------------------------------- | -------------------------------- | -------------------------------- | -------------------------------- | -------------------------------- | -------------------------------- | -------------------------------- | -------------------------------- | -------------------------------- | -------------------------------- |
| متوسط درجة الحرارة الكبرى °م (°ف) | 3.6 (38.5)                       | 6.4 (43.5)                       | 12.1 (53.8)                      | 16.8 (62.2)                      | 21.6 (70.9)                      | 25.3 (77.5)                      | 27.6 (81.7)                      | 27.9 (82.2)                      | 24.2 (75.6)                      | 18.1 (64.6)                      | 9.7 (49.5)                       | 4.9 (40.8)                       | 16.5 (61.7)                      |
| المتوسط اليومي °م (°ف)            | 0.1 (32.2)                       | 2.5 (36.5)                       | 6.9 (44.4)                       | 11.1 (52.0)                      | 15.7 (60.3)                      | 19.1 (66.4)                      | 20.8 (69.4)                      | 20.9 (69.6)                      | 17.3 (63.1)                      | 12.4 (54.3)                      | 5.8 (42.4)                       | 1.8 (35.2)                       | 11.2 (52.2)                      |
| متوسط درجة الحرارة الصغرى °م (°ف) | −3.3 (26.1)                      | −1.4 (29.5)                      | 1.7 (35.1)                       | 5.4 (41.7)                       | 9.8 (49.6)                       | 12.9 (55.2)                      | 14.1 (57.4)                      | 13.9 (57.0)                      | 10.5 (50.9)                      | 6.7 (44.1)                       | 2.0 (35.6)                       | −1.2 (29.8)                      | 5.9 (42.7)                       |
| الهطول مم (إنش)                   | 40 (1.6)                         | 39 (1.5)                         | 41 (1.6)                         | 49 (1.9)                         | 67 (2.6)                         | 65 (2.6)                         | 49 (1.9)                         | 41 (1.6)                         | 42 (1.7)                         | 42 (1.7)                         | 55 (2.2)                         | 52 (2.0)                         | 582 (22.9)                       |
| المصدر: Climate-Data.org          |                                  |                                  |                                  |                                  |                                  |                                  |                                  |                                  |                                  |                                  |                                  |                                  |                                  |

## أعلام
- رايكو ميتيتش